# Ierse Mexicanen
Ierse Mexicanen (Spaans: Mexicanos irlandeses) zijn inwoners van Mexico met Ierse voorouders.

## Geschiedenis
De eerste Ieren kwamen naar Mexico in de koloniale tijd, vaak als bestuurders in het Spaanse overheidsapparraat. De meeste Ieren zijn echter in de negentiende eeuw naar Mexico gekomen. Sommigen zijn direct vanuit Ierland geïmmigreerd, maar er zijn ook veel Ieren geweest die aanvankelijk in de Verenigde Staten woonden maar vanwege de antikatholieke sentimenten in dat land naar Mexico zijn getrokken. Een goed voorbeeld van dat laatste is het Bataljon van Sint-Patrick, dat tijdens de Mexicaans-Amerikaanse Oorlog uit het Amerikaanse leger deserteerde en aan de kant van de Mexicanen meevocht.

## Bekende Ierse Mexicanen
- Patricio "Pato" O'Ward (1999-), Indycar coureur
- Alejo Bay (1891-1952), politicus
- Dolores Creel, politica
- Enrique Creel (1854-1931), politicus en zakenman
- Santiago Creel (1954- ), politicus
- Philip Crosthwaite(1825-1903), kolonist
- Vicente Fox (1942- ), president (2000-2006)
- Judith Grace González (1960- ), presentatrice en miss universe
- John Holloway (1947- ), econoom
- Guillén Lombardo (William Lamport, 1615-1659), avonturier
- Álvaro Obregón (O'Brien, 1880-1928), militair en president (1920-1924)
- Hugo Oconór (Hugh O'Connor, 1734-1770), bestuurder
- Juan de O'Donojú (John O'Donahue, 1762-1821), vicekoning (1821)
- Rómulo O'Farril (1918-2006), zakenman
- Juan O'Gorman (1905-1982), architect
- Edmundo O'Gorman (1906-1995), historicus
- Anthony Quinn (1915-2001), acteur
- Justo Sierra Méndez (1848-1912), schrijver en politicus
- Justo Sierra O'Reilly (1814-1861), schrijver en politicus
- Michael Wadding (1591-1644), missionaris